# 瀧澤陽兵
瀧澤 陽兵（たきざわ ようへい、1985年7月6日 - ）は、日本のラグビー選手。

## プロフィール
- 岩手県出身。
- ポジションはロック(LO)。
- 身長 196cm、体重 96kg
- ニックネームはぎっちょ。
- U19日本代表に選ばれたことがある[1]。

## 略歴
5歳からラグビーを始めた。
2004年、盛岡工業高校卒業後、帝京大学に入る。なお盛岡工業高校時代、第27回高校東西対抗試合に東軍で出場した。
2008年、三洋電機ワイルドナイツ（現・パナソニック ワイルドナイツ）に加入。
2011年、三洋電機ワイルドナイツを退団した。